# Federico Dimarco
Federico Dimarco (Milano, 10 novembre 1997) è un calciatore italiano, difensore o centrocampista dell'Inter e della nazionale italiana.
Cresciuto nel settore giovanile dell'Inter, ha giocato con Ascoli, Empoli, Sion, Parma e Verona, prima di fare ritorno stabilmente all'Inter nel 2021 e affermarsi come titolare. Con i nerazzurri ha vinto un campionato italiano (2023-2024), due Coppe Italia (2021-2022 e 2022-2023) e tre Supercoppe italiane (2021, 2022 e 2023), oltre ad aver raggiunto due finali di UEFA Champions League (2022-2023 e 2024-2025). Con la nazionale italiana ha partecipato a un'edizione del campionato europeo (2024) e a due edizioni della fase finale della UEFA Nations League (2020-2021 e 2022-2023).
A livello individuale è stato inserito nella squadra della stagione della UEFA Champions League nel 2022-2023 e nella squadra dell'anno AIC nel 2024.

## Biografia
È cresciuto nel quartiere milanese di Calvairate. I genitori, commercianti, sono originari di Irsina in provincia di Matera. Ha un fratello minore, Christian del 2002, che gioca nel suo stesso ruolo, milita nell'Alcione ed è cresciuto nelle giovanili dell'Inter.
Il 24 giugno 2023 si è sposato con Giulia Mazzocato a Savelletri, in provincia di Brindisi. La coppia ha due figli: Chloe (2018) e Nicholas (2021).

## Caratteristiche tecniche
Dimarco ha iniziato a giocare a calcio a 7 come esterno alto a sinistra, prima di venire arretrato nella posizione di terzino sinistro quando è passato a giocare a 11. Mancino di piede, si distingue per la visione di gioco, i cross e l’ottima tecnica individuale, che gli consente di effettuare dei bei calci piazzati. I suoi tiri da fuori area sono pericolosi, anche per la potenza con cui calcia. Dispone inoltre di buone doti fisiche e atletiche, a cui aggiunge forza, resistenza, velocità e progressione. Inoltre, nelle due stagioni con Ivan Jurić al Verona e successivamente anche con Simone Inzaghi all'Inter, è stato schierato nella posizione di terzo centrale sinistro in una difesa a tre, oltre che nella sua più congeniale posizione di esterno sinistro a tutta fascia in un centrocampo a cinque.
È considerato uno dei migliori terzini del panorama europeo.

## Carriera

### Club

#### Gli inizi, Inter
Dopo avere mosso i primi passi nella squadra di quartiere del Calvairate, affiliata all'Inter, viene segnalato proprio al club nerazzurro dove, una volta entrato, compie tutta la trafila nel settore giovanile, venendo infine aggregato alla prima squadra da Roberto Mancini nella stagione 2014-2015. Esordisce tra i professionisti l'11 dicembre 2014, a 17 anni, sostituendo D'Ambrosio nel secondo tempo della partita di Europa League pareggiata 0-0 in casa del Qarabağ. L'esordio in Serie A avviene il 31 maggio 2015, entrando al posto di Palacio nel finale della gara vinta 4-3 contro l'Empoli a San Siro.
Nella stessa stagione vince inoltre il Torneo di Viareggio con la formazione Primavera.

#### Ascoli ed Empoli
All'inizio della stagione 2015-2016 viene inserito nella prima squadra dell'Inter, ma non trova spazio e nel gennaio 2016 la società nerazzurra lo cede in prestito all'Ascoli in Serie B, con cui ottiene 15 presenze e 4 assist in campionato.
Nella stagione 2016-2017 viene girato in prestito all'Empoli. Utilizzato come alternativa di Pasqual, ottiene 12 presenze nel campionato che vede la retrocessione dei toscani in Serie B.

#### Sion
Nell'estate 2017, a 19 anni, si trasferisce in Svizzera, firmando un accordo quadriennale con il Sion. Si infortuna però già nella partita di esordio, riportando la rottura del quinto metatarso del piede. Frenato dall'infortunio, durante l'unica stagione con il club elvetico, scende in campo per sole 9 volte in campionato.

#### Parma e primo ritorno all'Inter
Nel luglio 2018 viene riacquistato dall'Inter, che si era riservata il diritto di recompra, per 5,2 milioni di euro, venendo poi prestato al Parma, neopromosso in Serie A. Il 15 settembre 2018, alla quarta giornata di campionato, realizza il suo primo gol in Serie A, che permette al Parma di vincere 1-0 a San Siro proprio contro l'Inter. In seguito, un infortunio agli adduttori lo tiene a lungo fuori, e ritorna disponibile unicamente all'inizio del girone di ritorno.
Nell'estate 2019 fa ritorno all'Inter. Sotto la direzione dell'allenatore Antonio Conte il secondo debutto in prima squadra avviene il 23 novembre, sostituendo D'Ambrosio all'83' di Torino-Inter (0-3). Successivamente subentra a Biraghi durante la gara vinta 4-0 contro il Genoa. Gioca la sua prima da titolare il 14 gennaio 2020 in Inter-Cagliari (4-1), gara valida per gli ottavi di Coppa Italia. Proprio contro il Cagliari, tredici giorni dopo in campionato, disputa la sua ultima gara coi nerazzurri.

#### Verona
Il 31 gennaio 2020 passa al Verona in prestito con diritto di riscatto. Debutta l'8 febbraio nei minuti finali della vittoria contro la Juventus (2-1), e ottiene 13 presenze in campionato.
All'inizio della stagione 2020-2021 il suo prestito viene confermato. Dopo essere stato un comprimario nella prima stagione, in cui aveva giocato per intero soltanto 2 gare (peraltro da centrale nella difesa a 3), in questa, complici alcuni problemi accorsi al titolare designato Lazović, trova maggiore spazio. Il 6 gennaio 2021 sigla il suo primo gol con gli scaligeri, nell'1-1 contro il Torino, tornando al gol dopo oltre due anni. Si ripete quattro giorni dopo, segnando il momentaneo gol del 2-0 nella partita contro il Crotone, finita poi 2-1, oltre che il 24 del mese stesso nel prestigioso successo per 3-1 contro il Napoli. In tutto con la maglia del Verona in un anno e mezzo mette insieme 50 presenze e 5 gol tra campionato e Coppa Italia, tutti segnati in Serie A nella seconda stagione.

#### Secondo ritorno all'Inter

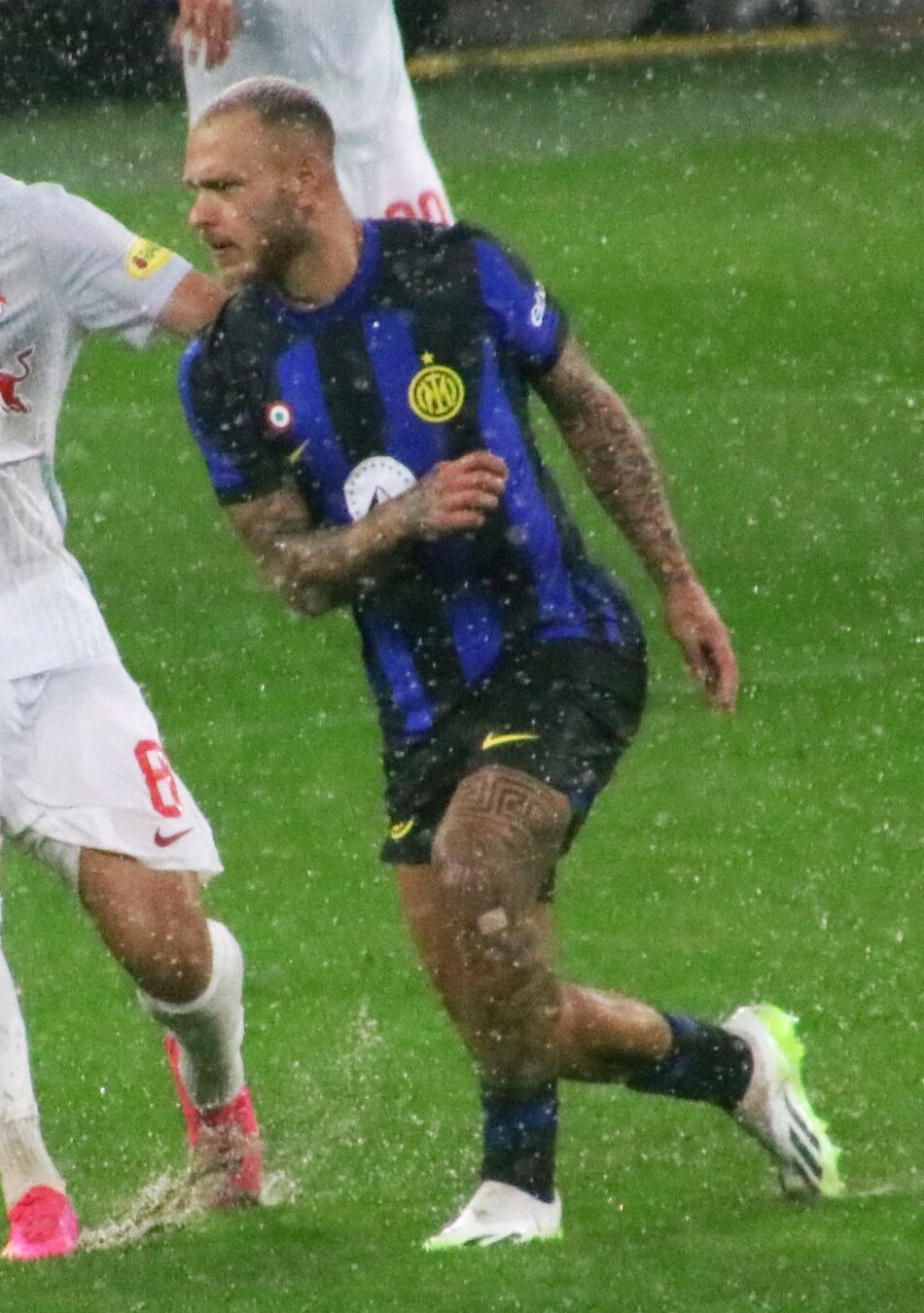
Dimarco all'Inter nel 2023, in un'amichevole precampionato contro il.

Tornato all'Inter dopo la fine del prestito, nel luglio del 2021 viene confermato in rosa da Simone Inzaghi, prendendo, dunque, parte al ritiro estivo. Fa il suo terzo debutto con la maglia nerazzurra nella prima gara di campionato, vinta per 4-0 ai danni del Genoa. Il 12 settembre seguente, realizza la prima rete con l'Inter, trasformando un calcio di punizione nella gara esterna contro la Sampdoria (2-2). Tre giorni dopo, subentrando a Ivan Perišić, esordisce in UEFA Champions League, nella sconfitta interna per 0-1 contro il Real Madrid. Il 27 ottobre segna un'altra rete, questa volta contro l'Empoli (0-2). Il 12 gennaio 2022 vince il suo primo trofeo con l'Inter, la Supercoppa italiana, battendo per 2-1 la Juventus dopo i tempi supplementari. L'11 maggio successivo vince anche la Coppa Italia, superando ancora la Juventus in finale per 4-2 dopo i tempi supplementari.
Nella stagione 2022-2023, a seguito dell'addio di Perišić, diventa il titolare della fascia sinistra dei nerazzurri, venendo preferito a Robin Gosens. Il 9 novembre 2022 segna la sua prima doppietta in Serie A nel successo sul Bologna per 6-1. Il 18 gennaio 2023 segna un gol nella finale di Supercoppa italiana, vinta battendo il Milan per 3-0 a Riad. Si ripete il 26 aprile successivo, segnando su assist di Nicolò Barella nella semifinale di ritorno della Coppa Italia vinta per 1-0 contro la Juventus. Il 24 maggio, grazie alla vittoria per 2-1 in finale contro la Fiorentina, conquista la coppa nazionale per la seconda volta consecutiva, la nona della storia per il club nerazzurro. Il 10 giugno, infine, disputa la finale di Champions League, nella quale l'Inter viene sconfitta per 1-0 dal Manchester City. A livello individuale, viene inserito nella squadra della stagione della Champions League.
Dimarco inizia la stagione 2023-2024 tagliando il traguardo delle 100 presenze con la maglia dell'Inter, in occasione della vittoria esterna per 2-0 in campionato sul Cagliari del 28 agosto 2023; il 24 settembre seguente, segna il primo gol della sua annata contro l'Empoli, risultando determinante per l'1-0 finale. Il 12 novembre, invece, apre le marcature nella sfida contro il Frosinone con un pallonetto da metà campo, contribuendo così alla vittoria finale per 2-0. A dicembre dello stesso anno, il terzino rinnova il proprio contratto con la società nerazzurra fino al 30 giugno 2027. Il 13 marzo 2024, sul campo dell'Atletico Madrid durante gli ottavi di Champions League, segna per la prima volta in una competizione europea, siglando il temporaneo 0-1 nella partita poi persa per 2-1, venendo eliminato ai tiri di rigore. Conclude la sua stagione con 5 goal e 6 assist in 30 gare di Serie a, contribuendo notevolmente al ventesimo scudetto della storia nerazzurra.
Il 22 settembre 2024 segna un gol nel derby perso contro il Milan per 1-2. Il 6 dicembre successivo sblocca il risultato nella vittoria per 3-1 contro il Parma. Il 16 dicembre realizza il gol del 2-0 nella trasferta vinta per 6-0 contro la Lazio. Il 1º marzo 2025 dimostra le sue qualità dalla distanza con un gol su calcio piazzato, nel pareggio in trasferta per 1-1 contro il Napoli.

### Nazionale

#### Nazionali giovanili
Con l'Under-17 nel 2013 ottiene il secondo posto all'Europeo di categoria, e partecipa al Mondiale Under-17 negli Emirati Arabi Uniti dove l'Italia viene eliminata agli ottavi.
Con l'Under-19 nel 2016 partecipa all'Europeo di categoria, dove gli Azzurrini arrivano fino alla finale. In tale manifestazione si mette in mostra mettendo a segno 4 reti, di cui tre su calcio di rigore e una su punizione.
Nel 2017 partecipa al Mondiale Under-20 in Corea del Sud, nel quale realizza un gol nei quarti di finale e l'Italia ottiene il terzo posto.
Il 22 marzo 2018 esordisce con la nazionale Under-21, nell'amichevole terminata 1-1 contro la Norvegia a Perugia. L'11 settembre successivo segna la prima rete con l'Under-21 nella gara amichevole vinta per 3-1 con l'Albania. Nel 2019 viene convocato per l'Europeo Under-21, dove scende in campo nelle tre gare disputate dagli Azzurrini che sono eliminati nella fase a gironi.

#### Nazionale maggiore
Il 4 ottobre 2021 riceve la sua prima convocazione in nazionale, da parte del CT Roberto Mancini, essendo inserito tra i 23 convocati per la fase finale della UEFA Nations League in sostituzione dell'infortunato Matteo Pessina; ma non viene utilizzato nella manifestazione.
Il suo esordio in maglia azzurra arriva il 4 giugno 2022, all'età di 24 anni, subentrando a Cristiano Biraghi all'80' della sfida casalinga di Nations League contro la Germania (1-1) a Bologna. Il successivo 26 settembre, segna il suo primo gol per l'Italia nella vittoriosa trasferta contro l'Ungheria, fissando il punteggio sul definitivo 2-0 che permette agli Azzurri di qualificarsi alla Final Four di Nations League. Si tratta anche del 1500º gol messo a segno nella storia della nazionale maggiore.
Nel giugno 2023, per la seconda edizione consecutiva, viene inserito nella lista dei convocati per la fase finale della Nations League, dove realizza un gol nella finale per il terzo posto vinta contro i Paesi Bassi.
Nel giugno 2024 viene convocato dal nuovo CT Luciano Spalletti per il campionato d'Europa 2024 in Germania. Nella prima partita del girone Dimarco si rende protagonista di un errore dopo pochi secondi dal fischio d'inizio, che permette all'Albania di portarsi in vantaggio; la gara termina poi 2-1 per gli Azzurri. Gioca da titolare anche le successive due gare, saltando per infortunio gli ottavi di finale nei quali l’Italia viene eliminata dalla Svizzera.
Nel corso della prima gara della UEFA Nations League 2024-2025, disputata a Parigi contro la Francia, Dimarco realizza una rete nata da una triangolazione volante con il compagno Sandro Tonali; dando il via alla rimonta degli Azzurri che vincono l'incontro per 3-1.

## Statistiche

### Presenze e reti nei club
Statistiche aggiornate al 30 giugno 2025.
| Stagione             | Squadra              | Campionato           | Campionato | Campionato | Coppe nazionali | Coppe nazionali | Coppe nazionali | Coppe continentali | Coppe continentali | Coppe continentali | Altre coppe | Altre coppe | Altre coppe | Totale | Totale |
| Stagione             | Squadra              | Comp                 | Pres       | Reti       | Comp            | Pres            | Reti            | Comp               | Pres               | Reti               | Comp        | Pres        | Reti        | Pres   | Reti   |
| -------------------- | -------------------- | -------------------- | ---------- | ---------- | --------------- | --------------- | --------------- | ------------------ | ------------------ | ------------------ | ----------- | ----------- | ----------- | ------ | ------ |
| 2014-2015            | Inter                | A                    | 1          | 0          | CI              | 0               | 0               | UEL                | 1                  | 0                  | -           | -           | -           | 2      | 0      |
| 2015-gen. 2016       | Inter                | A                    | 0          | 0          | CI              | 0               | 0               | -                  | -                  | -                  | -           | -           | -           | 0      | 0      |
| gen.-giu. 2016       | Ascoli               | B                    | 15         | 0          | CI              | 0               | 0               | -                  | -                  | -                  | -           | -           | -           | 15     | 0      |
| 2016-2017            | Empoli               | A                    | 12         | 0          | CI              | 1               | 0               | -                  | -                  | -                  | -           | -           | -           | 13     | 0      |
| 2017-2018            | Sion                 | SL                   | 9          | 0          | CS              | 0               | 0               | UEL                | 0                  | 0                  | -           | -           | -           | 9      | 0      |
| 2018-2019            | Parma                | A                    | 13         | 1          | CI              | 1               | 0               | -                  | -                  | -                  | -           | -           | -           | 14     | 1      |
| 2019-gen. 2020       | Inter                | A                    | 3          | 0          | CI              | 1               | 0               | UCL                | 0                  | 0                  | -           | -           | -           | 4      | 0      |
| gen.-ago. 2020       | Verona               | A                    | 13         | 0          | CI              | 0               | 0               | -                  | -                  | -                  | -           | -           | -           | 13     | 0      |
| 2020-2021            | Verona               | A                    | 35         | 5          | CI              | 2               | 0               | -                  | -                  | -                  | -           | -           | -           | 37     | 5      |
| Totale Hellas Verona | Totale Hellas Verona | Totale Hellas Verona | 48         | 5          |                 | 2               | 0               |                    | -                  | -                  |             | -           | -           | 50     | 5      |
| 2021-2022            | Inter                | A                    | 32         | 2          | CI              | 2               | 0               | UCL                | 7                  | 0                  | SI          | 1           | 0           | 42     | 2      |
| 2022-2023            | Inter                | A                    | 33         | 4          | CI              | 5               | 1               | UCL                | 11                 | 0                  | SI          | 1           | 1           | 50     | 6      |
| 2023-2024            | Inter                | A                    | 30         | 5          | CI              | 1               | 0               | UCL                | 7                  | 1                  | SI          | 2           | 0           | 40     | 6      |
| 2024-2025            | Inter                | A                    | 33         | 4          | CI              | 2               | 0               | UCL                | 10                 | 0                  | SI+Cmc      | 2+4         | 0           | 51     | 4      |
| 2025-2026            | Inter                | A                    | 0          | 0          | CI              | 0               | 0               | UCL                | 0                  | 0                  | SI          | 0           | 0           | 0      | 0      |
| Totale Inter         | Totale Inter         | Totale Inter         | 132        | 15         |                 | 11              | 1               |                    | 36                 | 1                  |             | 10          | 1           | 189    | 18     |
| Totale carriera      | Totale carriera      | Totale carriera      | 229        | 21         |                 | 15              | 1               |                    | 36                 | 1                  |             | 10          | 1           | 290    | 24     |

### Cronologia presenze e reti in nazionale
| Cronologia completa delle presenze e delle reti in nazionale ― Italia | Cronologia completa delle presenze e delle reti in nazionale ― Italia | Cronologia completa delle presenze e delle reti in nazionale ― Italia | Cronologia completa delle presenze e delle reti in nazionale ― Italia | Cronologia completa delle presenze e delle reti in nazionale ― Italia | Cronologia completa delle presenze e delle reti in nazionale ― Italia | Cronologia completa delle presenze e delle reti in nazionale ― Italia | Cronologia completa delle presenze e delle reti in nazionale ― Italia |
| Data                                                                  | Città                                                                 | In casa                                                               | Risultato                                                             | Ospiti                                                                | Competizione                                                          | Reti                                                                  | Note                                                                  |
| --------------------------------------------------------------------- | --------------------------------------------------------------------- | --------------------------------------------------------------------- | --------------------------------------------------------------------- | --------------------------------------------------------------------- | --------------------------------------------------------------------- | --------------------------------------------------------------------- | --------------------------------------------------------------------- |
| 4-6-2022                                                              | Bologna                                                               | Italia                                                                | 1 – 1                                                                 | Germania                                                              | UEFA Nations League 2022-2023 - 1º turno                              | -                                                                     | 80’                                                                   |
| 7-6-2022                                                              | Cesena                                                                | Italia                                                                | 2 – 1                                                                 | Ungheria                                                              | UEFA Nations League 2022-2023 - 1º turno                              | -                                                                     | 75’                                                                   |
| 11-6-2022                                                             | Wolverhampton                                                         | Inghilterra                                                           | 0 – 0                                                                 | Italia                                                                | UEFA Nations League 2022-2023 - 1º turno                              | -                                                                     | 87’                                                                   |
| 14-6-2022                                                             | Mönchengladbach                                                       | Germania                                                              | 5 – 2                                                                 | Italia                                                                | UEFA Nations League 2022-2023 - 1º turno                              | -                                                                     | 65’                                                                   |
| 23-9-2022                                                             | Milano                                                                | Italia                                                                | 1 – 0                                                                 | Inghilterra                                                           | UEFA Nations League 2022-2023 - 1º turno                              | -                                                                     | 89’                                                                   |
| 26-9-2022                                                             | Budapest                                                              | Ungheria                                                              | 0 – 2                                                                 | Italia                                                                | UEFA Nations League 2022-2023 - 1º turno                              | 1                                                                     |                                                                       |
| 16-11-2022                                                            | Tirana                                                                | Albania                                                               | 1 – 3                                                                 | Italia                                                                | Amichevole                                                            | -                                                                     |                                                                       |
| 20-11-2022                                                            | Vienna                                                                | Austria                                                               | 2 – 0                                                                 | Italia                                                                | Amichevole                                                            | -                                                                     |                                                                       |
| 15-6-2023                                                             | Enschede                                                              | Spagna                                                                | 2 – 1                                                                 | Italia                                                                | UEFA Nations League 2022-2023 - Semifinale                            | -                                                                     | 46’                                                                   |
| 18-6-2023                                                             | Enschede                                                              | Paesi Bassi                                                           | 2 – 3                                                                 | Italia                                                                | UEFA Nations League 2022-2023 - Finale 3º posto                       | 1                                                                     | 34’ 74’                                                               |
| 9-9-2023                                                              | Skopje                                                                | Macedonia del Nord                                                    | 1 – 1                                                                 | Italia                                                                | Qual. Euro 2024                                                       | -                                                                     | 70’ 82’                                                               |
| 12-9-2023                                                             | Milano                                                                | Italia                                                                | 2 – 1                                                                 | Ucraina                                                               | Qual. Euro 2024                                                       | -                                                                     | 58’                                                                   |
| 14-10-2023                                                            | Bari                                                                  | Italia                                                                | 4 – 0                                                                 | Malta                                                                 | Qual. Euro 2024                                                       | -                                                                     | 79’                                                                   |
| 17-10-2023                                                            | Londra                                                                | Inghilterra                                                           | 3 – 1                                                                 | Italia                                                                | Qual. Euro 2024                                                       | -                                                                     | 63’                                                                   |
| 17-11-2023                                                            | Roma                                                                  | Italia                                                                | 5 – 2                                                                 | Macedonia del Nord                                                    | Qual. Euro 2024                                                       | -                                                                     |                                                                       |
| 20-11-2023                                                            | Leverkusen                                                            | Ucraina                                                               | 0 – 0                                                                 | Italia                                                                | Qual. Euro 2024                                                       | -                                                                     |                                                                       |
| 24-3-2024                                                             | Harrison                                                              | Ecuador                                                               | 0 – 2                                                                 | Italia                                                                | Amichevole                                                            | -                                                                     | 88’                                                                   |
| 4-6-2024                                                              | Bologna                                                               | Italia                                                                | 0 – 0                                                                 | Turchia                                                               | Amichevole                                                            | -                                                                     | 85’                                                                   |
| 9-6-2024                                                              | Empoli                                                                | Italia                                                                | 1 – 0                                                                 | Bosnia ed Erzegovina                                                  | Amichevole                                                            | -                                                                     | 66’                                                                   |
| 15-6-2024                                                             | Dortmund                                                              | Italia                                                                | 2 – 1                                                                 | Albania                                                               | Euro 2024 - 1º turno                                                  | -                                                                     | 83’                                                                   |
| 20-6-2024                                                             | Gelsenkirchen                                                         | Spagna                                                                | 1 – 0                                                                 | Italia                                                                | Euro 2024 - 1º turno                                                  | -                                                                     |                                                                       |
| 24-6-2024                                                             | Lipsia                                                                | Croazia                                                               | 1 – 1                                                                 | Italia                                                                | Euro 2024 - 1º turno                                                  | -                                                                     | 57’                                                                   |
| 6-9-2024                                                              | Parigi                                                                | Francia                                                               | 1 – 3                                                                 | Italia                                                                | UEFA Nations League 2024-2025 - 1º turno                              | 1                                                                     | 81’                                                                   |
| 9-9-2024                                                              | Budapest                                                              | Israele                                                               | 1 – 2                                                                 | Italia                                                                | UEFA Nations League 2024-2025 - 1º turno                              | -                                                                     | 70’                                                                   |
| 10-10-2024                                                            | Roma                                                                  | Italia                                                                | 2 – 2                                                                 | Belgio                                                                | UEFA Nations League 2024-2025 - 1º turno                              | -                                                                     | 70’                                                                   |
| 14-10-2024                                                            | Udine                                                                 | Italia                                                                | 4 – 1                                                                 | Israele                                                               | UEFA Nations League 2024-2025 - 1º turno                              | -                                                                     | 73’                                                                   |
| 14-11-2024                                                            | Bruxelles                                                             | Belgio                                                                | 0 – 1                                                                 | Italia                                                                | UEFA Nations League 2024-2025 - 1º turno                              | -                                                                     | 69’                                                                   |
| 17-11-2024                                                            | Milano                                                                | Italia                                                                | 1 – 3                                                                 | Francia                                                               | UEFA Nations League 2024-2025 - 1º turno                              | -                                                                     | 83’                                                                   |
| 6-6-2025                                                              | Oslo                                                                  | Norvegia                                                              | 3 – 0                                                                 | Italia                                                                | Qual. Mondiali 2026                                                   | -                                                                     | 83’                                                                   |
| 9-6-2025                                                              | Reggio Emilia                                                         | Italia                                                                | 2 – 0                                                                 | Moldavia                                                              | Qual. Mondiali 2026                                                   | -                                                                     | 46’                                                                   |
| Totale                                                                |                                                                       | Presenze                                                              | 30                                                                    |                                                                       | Reti                                                                  | 3                                                                     |                                                                       |

| Cronologia completa delle presenze e delle reti in nazionale ― Italia under 21 | Cronologia completa delle presenze e delle reti in nazionale ― Italia under 21 | Cronologia completa delle presenze e delle reti in nazionale ― Italia under 21 | Cronologia completa delle presenze e delle reti in nazionale ― Italia under 21 | Cronologia completa delle presenze e delle reti in nazionale ― Italia under 21 | Cronologia completa delle presenze e delle reti in nazionale ― Italia under 21 | Cronologia completa delle presenze e delle reti in nazionale ― Italia under 21 | Cronologia completa delle presenze e delle reti in nazionale ― Italia under 21 |
| Data                                                                           | Città                                                                          | In casa                                                                        | Risultato                                                                      | Ospiti                                                                         | Competizione                                                                   | Reti                                                                           | Note                                                                           |
| ------------------------------------------------------------------------------ | ------------------------------------------------------------------------------ | ------------------------------------------------------------------------------ | ------------------------------------------------------------------------------ | ------------------------------------------------------------------------------ | ------------------------------------------------------------------------------ | ------------------------------------------------------------------------------ | ------------------------------------------------------------------------------ |
| 22-3-2018                                                                      | Perugia                                                                        | Italia under 21                                                                | 1 – 1                                                                          | Norvegia under 21                                                              | Amichevole                                                                     | -                                                                              | 56’                                                                            |
| 27-3-2018                                                                      | Novi Sad                                                                       | Serbia under 21                                                                | 0 – 1                                                                          | Italia under 21                                                                | Amichevole                                                                     | -                                                                              | 65’                                                                            |
| 25-5-2018                                                                      | Estoril                                                                        | Portogallo under 21                                                            | 3 – 2                                                                          | Italia under 21                                                                | Amichevole                                                                     | -                                                                              | 68’                                                                            |
| 29-5-2018                                                                      | Besançon                                                                       | Francia under 21                                                               | 1 – 1                                                                          | Italia under 21                                                                | Amichevole                                                                     | -                                                                              | 61’                                                                            |
| 6-9-2018                                                                       | Dunajská Streda                                                                | Slovacchia under 21                                                            | 3 – 0                                                                          | Italia under 21                                                                | Amichevole                                                                     | -                                                                              | 79’                                                                            |
| 11-9-2018                                                                      | Cagliari                                                                       | Italia under 21                                                                | 3 – 1                                                                          | Albania under 21                                                               | Amichevole                                                                     | 1                                                                              |                                                                                |
| 21-3-2019                                                                      | Trieste                                                                        | Italia under 21                                                                | 0 – 0                                                                          | Austria under 21                                                               | Amichevole                                                                     | -                                                                              | 69’                                                                            |
| 25-3-2019                                                                      | Frosinone                                                                      | Italia under 21                                                                | 2 – 2                                                                          | Croazia under 21                                                               | Amichevole                                                                     | -                                                                              | 55’                                                                            |
| 16-6-2019                                                                      | Bologna                                                                        | Italia under 21                                                                | 3 – 1                                                                          | Spagna under 21                                                                | Europeo Under-21 2019 - 1º turno                                               | -                                                                              |                                                                                |
| 19-6-2019                                                                      | Bologna                                                                        | Italia under 21                                                                | 0 – 1                                                                          | Polonia under 21                                                               | Europeo Under-21 2019 - 1º turno                                               | -                                                                              |                                                                                |
| 22-6-2019                                                                      | Reggio Emilia                                                                  | Belgio under 21                                                                | 1 – 3                                                                          | Italia under 21                                                                | Europeo Under-21 2019 - 1º turno                                               | -                                                                              | 90’                                                                            |
| Totale                                                                         |                                                                                | Presenze                                                                       | 11                                                                             |                                                                                | Reti                                                                           | 1                                                                              |                                                                                |

## Palmarès

### Club

#### Competizioni giovanili
- Torneo di Viareggio: 1

Inter: 2015

#### Competizioni nazionali
- Supercoppa italiana: 3

Inter: 2021, 2022, 2023
- Coppa Italia: 2

Inter: 2021-2022, 2022-2023
- Campionato italiano: 1

Inter: 2023-2024

### Individuale
- Squadra della stagione della UEFA Champions League: 1

2022-2023
- Gran Galà del calcio AIC: 1

Squadra dell'anno: 2024